# Orchésographie

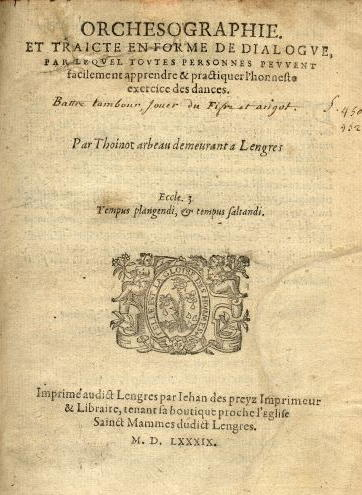
Az Orchésographie címlapja, 1589-es dátummal

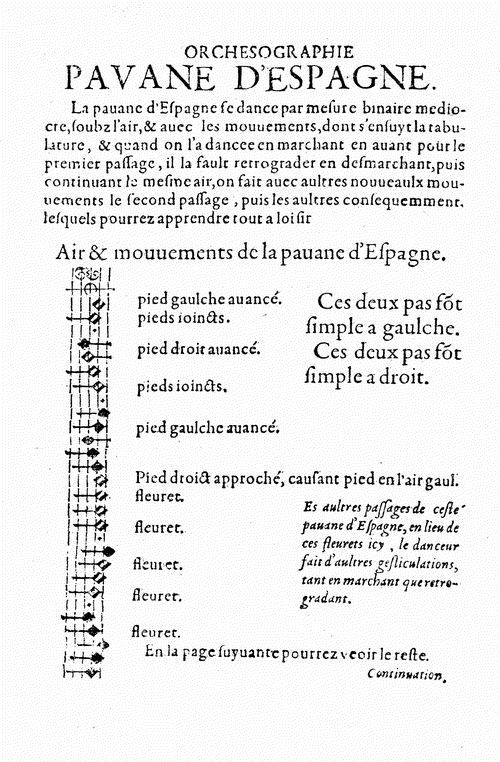
Thoinot Arbeau által írt Orchesographie-ban lejegyzett pavane tánclépéseinek sorrendje és kottája (1588)

Az Orchésographie (magyaros kiejtése kb. „orkézográfi”) Thoinot Arbeau francia kanonok, (valódi nevén Jehan Tabourot) által írt, 1588-ban a franciaországi Langres-ban kiadott tánc-kézikönyve. A könyv fedőlapján teljes címként ez áll: Orchesographie et traicté en forme de dialogue par lequel toutes personnes peuvent facilement apprendre & practiquer l'honneste exercice des dances, azaz „Értekezés dialógus formájában, mely által bárki könnyű szerrel megtanulhatja és gyakorolhatja a tánc tisztes mesterségét.”
Thoinot Arbeau oktató célú, mester és tanítvány párbeszédeként megírt humoros hangvételeű könyvét részben jezsuiták bátorítására írta, mely egyben a kor társas viselkedésének gazdag forrása, ezáltal  fontos kortörténeti dokumentum is. Ugyanakkor Arbeau könyve a táncírás kezdetének egyik fontos kiadványa,  könyve második felében a reneszánsz táncok részletes leírását tartalmazza, többek között a courante allemande, a branle számos változatát, (branle dovble, branle simple, branle gay, branle de Bourgoigne), gavotte, gaillarde, pavane lejegyzését, a báltermekben való viselkedést, de még mór eredetű táncok leírását is.
A több mint százoldalas könyvben a késő reneszánsz tánclépések részletezése mellett a táncokat illusztrálta is, és a leírásokat a dallamsorok lejegyzésével társította. A lépéssorokat betűjelekkel látta el, valamint különleges tabulatúrájában a lépések egymás alatti leírása mellett a könyv lapjainak bal oldalán a tánc dallamát vertikálisan jegyezte le, a lépéseket pedig az egyes hangokhoz kötötte.
Thoinot Arbeau publikációja, az Orchésographie több mint száz évvel később a klasszikus balett lépéseinek leírásához fontos alapul szolgált, ugyanakkor a reneszánsz táncok kutatásának elsődleges forrásává vált.

## A könyv kiadásai
Arbeau  az  Orchésographie  kiadásában nem valódi nevét (Jehan Tabourot), hanem neve anagrammáját, azaz Thoinot Arbeau-t használta, a mű kiadási évét lexikonok 1588-as évként említik,  ugyanakkor a könyv borítóján az 1589-es év látható (M D LXXXIX), mivel a könyv kiadásához szükséges királyi jogot 1588. novemberében kapta meg, s nyomtatása, kiadása csak ezután vált lehetővé. Az Orchésographie fakszimile kiadása is valamint Mary Steward Evans által 1967-ben közreadott angol, valamint magyar fordítása is elérhető.
A könyv első 1588-as kiadása után második kiadása közvetlenül Arbeau halála után volt 1596-ban, majd mind a mai napig számos kiadást élt meg. A kiadások közül csak párat felsorolva:
- 1589: Orchésographie ou Traicté en forme de dialogue par lequel toutes personnes peuvent facilement apprendre & practiquer l'honneste exercice des dances. Langres : Jehan des Preyz, 1589. Il existe également une édition non datée, dans laquelle certains voient une pré-édition de 1588.
- 1596: Orchésographie, métode, et téorie en forme de discours et tablature pour apprendre à dancer, battre le tambour en toute sorte & diversité de batteries, jouer du fifre & arigot, tirer des armes & escrimer, avec autres honnestes exercices fort convenables à la jeunesse, affin d'estre bien venue en toute joyeuse compagnie & y monstrer sa dextérité & agilité de corps. Langres : Jehan des Preyz, 1596.
- 1878: Die Tänze des XVI. Jahrunderts und die alte französische Tanzschule vor Einführung der Menuett. Nach Jean Tabourot's Orchésographie herausgegeben von Albert Czerwinski. Danzig: l'auteur, 1878.
- 1948: Orchesography: a treatise in the form of a dialogue. Whereby all may easily learn and practice the honourable exercice of dancing. Translated by Mary Steward Evans. New York: Kamin Dance, 1948.
- 1967: Orchesography. Translated by Mary Steward Evans. With a new introduction and notes by Julia Sutton and a new Labanotation section by Mireille Backer and Julia Sutton. New York : Dover, 1967.
- 1968: Orchesography: a Treatise in the Form of a Dialogue. Whereby all Manner of Persons may easily acquire and practice the honourable Exercice of Dancing. Now first translated from the original edition published at Langres, 1588, by Cyril W. Beaumont. New York: Dance Horizons, 1968.
- 2007: Orchésographie – Táncírás,  Bogárd És Vidéke Kiadó, 2007,  ISBN 963-86639-9-5

### Magyarul
- Orchésographie / Táncírás; ford. Markovits Pál; Bogárd és Vidéke, Sárbogárd, 2006, ISBN 963-86639-9-5
- Orchesographia, avagy A tánc mestersége; ford. Jeney Zoltán; Prae.hu–Arbeau Art, Budapest–Nagykovácsi, 2009 (Táncmesterek)

## Fordítás
- Ez a szócikk részben vagy egészben  az   Orchésographie című német Wikipédia-szócikk ezen változatának fordításán alapul.  Az eredeti cikk szerkesztőit annak laptörténete sorolja fel. Ez a jelzés csupán a megfogalmazás eredetét és a szerzői jogokat jelzi, nem szolgál a cikkben szereplő információk forrásmegjelöléseként.